# ニコライ・カプースチン
ニコライ・ギルシェヴィチ・カプースチン（英語: Nikolai Girshevich Kapustin、ロシア語: Никола́й Ги́ршевич Капу́стин、1937年11月22日 - 2020年7月2日）は、ウクライナ出身のロシアの作曲家、ピアニスト、ミュージシャン。

## 経歴
出生から修学期
1937年11月22日、ソビエト連邦のホールリウカで生まれた。両親は、ベロルシア出身のグリゴリー（ギルシュ）・エフィーモヴィチ・カプースチンとロシア出身のクラヴジヤ・ニコラエヴナ・カプースチナで、父は食肉加工工場で働き、母はタイピストであった。第二次世界大戦のはじめ、4歳の時ニコライは、母親、姉フィーラ（1931生まれ）と祖母とともにキルギスに疎開。1941年から1943年までの2年間、トクマクに住んだ。ニコライの父親は従軍していたが、第二次世界大戦が終わり、1945年の夏に帰国した。
7歳でピョートル・ヴィニチェンコのレッスンで、ピアノをはじめた。ヴィニチェンコはヴァイオリニストでピアノも教えた。ヴィニチェンコはカプースチンの姉にはヴァイオリンを教えていた。ヴィニチェンコに音楽の才能を見出され、1949年からはリュボーフィ・フランツーゾヴァにピアノを師事。
14歳の時にモスクワに出て、モスクワ音楽院附属音楽学校に入学。学校では、アヴレリアン・ルッバフのクラスに入り、4年間師事。ピアニストとしては超優秀とは言えなかったものの、ルッバフは即興演奏や作曲の点に長所を見出し、また本人もそれを好んだことから、ルッバフはジャズへの関心を応援した。彼は在学中にラジオ放送ボイス・オブ・アメリカで聴き、ジャズに興味を持ち始め、独自のアイディアに基づいて作曲を試みるようになっていた。折しもスターリン体制崩壊以降の1950年代はジャズがソ連音楽界でも興隆。1950年代初頭には、ジャズ五重奏団を結成し、モスクワのレストラン「ナショナル」で毎月演奏していた。
1956年夏に音楽学校を卒業してモスクワ音楽院に進学。アレクサンドル・ゴリデンヴェイゼルにピアノを師事。1961年にモスクワ音楽院を卒業。同年11月にゴリデンヴェイゼルも死去したことから、彼の最後の学生となった。
音楽院卒業後
音楽院卒業から1972年まで、11年間にわたってオレーク・ルントストレムが率いる国立ジャズ音楽室内管弦楽団の一員としてソビエト連邦中を旅行。1972年から1977年まで、ヴァジーム・リュドヴィコフスキーのソビエト連邦テレビラジオ軽音楽管弦楽団に、1977年から1984年までロシア国立映画交響楽団に参加した。アンサンブルではサクソフォーン奏者のゲオルギー・ガラニャンとアレクセイ・ズーボフ、ギター奏者のアレクセイ・クズネツォフらと共演した。1980年にはチャイコフスキー記念コンサートホールで自作のピアノ協奏曲第2番を演奏している。1984年に映画交響楽団を退いてからは、自作のレコーディングを除いて作曲活動に専念し、多数の作品を生み出し続けた。
長期間の闘病の後、2020年7月2日にモスクワで亡くなり、同年7月6日にモスクワ郊外で告別式が行われた。

## 作曲作品とその特徴
作品番号は161を数える。作曲家としては長らく無名の時代が続いたが、ニコライ・ペトロフ、マルカンドレ・アムラン、スティーヴン・オズボーンなどの巨匠ピアニストらがカプースチンの作品を取り上げるようになり、その名が次第に知られるようになった。日本国内で販売されている自作自演のCDも好評を得ており、特に8つの演奏会用練習曲の人気が高い。楽譜も多数出版されている。
なお、自作のレコーディング活動については2004年に一度引退を表明したが、2008年に再びCDをリリースして復帰した。出版社はムジカ、プリズム、全音楽譜出版社、ショットと複数を渡り歩いた。

### 作風
ジャズとクラシックを融合した独特の作風を持つのが彼の最大の特徴である。年代的には現代音楽に属する作曲家であるが、実験的なものではなく、あくまで聴き手を意識した曲を書いている。
また、本人が優れたピアニストであることから、高度な演奏技巧が求められるピアノ曲を多数作曲している。こうした背景から、彼の音楽は非常に高い演奏効果を有し、演奏会向きといえる。

## 家族・親族
- 妻：アーラ・セミョーノヴナ・バラノフスカヤ(1945-2020)とは演奏旅行中にノヴォクズネツクで出会い、1969年1月に結婚した。2人の息子がいる。
- 息子：アントン・ニコラエヴィチ・カプースチン（英語版）(1971-)は理論物理学者。カリフォルニア工科大学教授。
- 息子：パベル・ニコラエヴィチ・カプースチン(1978-)は経済学者。
- 姉：フィラ・ギルシェフナ・カプスチナは化学者。印刷インク製造分野で発明がある。

## 主な作品

### 協奏曲
協奏曲に類似する作品も含む。
| 作品タイトル                                 | 作曲年 | 備考 |
| -------------------------------------------- | ------ | ---- |
| ピアノ協奏曲第1番 作品2                      | 1961   |      |
| ピアノ協奏曲第2番 作品14                     | 1974   |      |
| ピアノ協奏曲第3番 作品48                     | 1985   |      |
| ピアノ協奏曲第4番 作品56                     | 1989   |      |
| ピアノ協奏曲第5番 作品72                     | 1993   |      |
| ピアノ協奏曲第6番 作品74                     | 1993   |      |
| ピアノ小協奏曲 作品1                         | 1957   |      |
| ピアノとジャズバンドのための変奏曲 作品3     | 1962   |      |
| ピアノと管弦楽のためのトッカータ 作品8       | 1964   |      |
| ピアノと管弦楽のための間奏曲 作品13          | 1968   |      |
| ピアノと管弦楽のための夜想曲 作品16          | 1972   |      |
| ピアノと管弦楽のための練習曲 作品19          | 1974   |      |
| ピアノと管弦楽のための夜想曲 作品20          | 1974   |      |
| ピアノと管弦楽のための演奏会用狂詩曲 作品25  | 1976   |      |
| ピアノと管弦楽のためのスケルツォ 作品29      | 1978   |      |
| ピアノとヴァイオリンのための協奏曲 作品105   | 2002   |      |
| 2台のピアノと管弦楽のための小品 作品33       | 1982   |      |
| ヴァイオリン協奏曲 作品141                   | 2009   |      |
| チェロ協奏曲第1番 作品85                     | 1997   |      |
| チェロ協奏曲第2番 作品103                    | 2002   |      |
| コントラバス協奏曲 作品76                    | 1994   |      |
| アルトサクソフォン協奏曲 作品50              | 1987   |      |
| 5本のサクソフォンと管弦楽のための小品 作品22 | 1975   |      |
| トランペットと管弦楽のための小品 作品5       | 1962   |      |

### 室内楽曲
- 11人の奏者のための協奏曲 作品90
- 弦楽四重奏曲第1番 作品88
- 弦楽四重奏曲第2番 作品132
- ピアノ三重奏曲第1番 作品136
- ピアノ三重奏曲第2番 作品142
- ピアノ五重奏曲 作品89
- ヴァイオリンソナタ 作品70
- ヴィオラソナタ 作品69
- チェロソナタ第1番 作品63
- チェロソナタ第2番 作品84
- フルート、チェロとピアノのための三重奏曲 作品86
- フルートソナタ 作品125

### ピアノ曲
| 作品タイトル               | 作曲年 | 備考 |
| -------------------------- | ------ | ---- |
| 古典様式による組曲 作品28  | 1977   |      |
| ピアノソナタ第1番 作品39   | 1984   |      |
| 8つの演奏会用練習曲 作品40 | 1984   |      |
| 24の前奏曲 作品53          | 1988   |      |
| ピアノソナタ第2番 作品54   | 1989   |      |
| ピアノソナタ第3番 作品55   | 1990   |      |
| 10のバガテル 作品59        | 1991   |      |
| ピアノソナタ第4番 作品60   | 1991   |      |
| ピアノソナタ第5番 作品61   | 1991   |      |
| ピアノソナタ第6番 作品62   | 1991   |      |
| ピアノソナタ第7番 作品64   | 1991   |      |
| 3つの即興曲 作品66         | 1991   |      |
| ピアノソナタ第8番 作品77   | 1995   |      |
| ピアノソナタ第9番 作品78   | 1995   |      |
| ピアノソナタ第10番 作品81  | 1996   |      |
| 24の前奏曲とフーガ 作品82  | 1997   |      |
| ソナチネ 作品100           | 2000   |      |
| ピアノソナタ第11番 作品101 | 2000   |      |
| ピアノソナタ第12番 作品102 | 2001   |      |
| ピアノソナタ第13番 作品110 | 2003   |      |
| ピアノソナタ第14番 作品120 | 2004   |      |
| ピアノソナタ第15番 作品127 | 2005   |      |
| ピアノソナタ第16番 作品131 | 2006   |      |
| ピアノソナタ第17番 作品134 | 2008   |      |
| ピアノソナタ第18番 作品135 | 2008   |      |
| ピアノソナタ第19番 作品143 | 2011   |      |
| ピアノソナタ第20番 作品144 | 2011   |      |